# Angyali üdvözlet fatemplom (Csungány)
A csungányi Angyali üdvözlet fatemplom műemlékké nyilvánított épület Romániában, Hunyad megyében. A romániai műemlékek jegyzékében a  HD-II-m-A-03297 sorszámon szerepel.